# Радовишко благотворително братство
Радовишкото благотворително братство е патриотична и благотворителна обществена организация на македонски българи от района на Радовиш, съществувала в българската столица София в периода между двете световни войни.

## История
Към септември 1922 година настоятелството на братството съставляват Христо Хаджиманчев (председател), Петруш Досев (подпредседател), М. Митев (секретар) и Петруш Ангов (касиер). На обединителния конгрес на СМЕО и МФРО от януари 1923 година делегати от братството са Иван Попевтимов и Илия Христофоров. На годишното събрание на братството от 25 март 1923 година в новото настоятелство са избрани Илия Христофоров (председател), Петруш Досев (подпредседател), Никола Митев (секретар) и Петруш Ангов (касиер). На 6 май 1924 година по инициатива на Радовишкото братство Националния комитет организира панихида в църквата „Света Неделя“ в София за годишнината от Гарванското клане. От името на братството говорят председателят Христофоров и свещеникът Димитър Ташев. На 7 май 1924 година се провежда годишното събрание на което в новото настоятелство са избрани председател Илия Христофоров, подпредседател Христо Мазнев, секретар Никола Митев, касиер Петруш Ангов, а в контролната комисия Иван Попевтимов и Спас Янев. На годишното събрание от 5 април 1925 година в настоятелството са избрани: преседател Илия Христофоров, подпредседател Христо Мазнев, секретар Никола Митев, касиер Иван Димитров, а в контролна комисия Христо Попвасилев, Иван Попевтимов и Петър Василев. На 4 април 1926 година на общо годишно събрание е избрано настоятелство в състав Христо Попвасилев (председател), Илия Христофоров (подпоредседател), Христо Мазнев (секретар) и Петър Василев (касиер). В контролната комисия влизат Иван Попевтимов и Никола Митев. За 1936 година настоятелството на братството представляват: председател Христо Мазнев, подпредседател Никола Митев, секретар Благой Ципушев и касиер Петър Василев.